# Cosío (Aguascalientes)
Cosío es una localidad del estado mexicano de Aguascalientes. Es la cabecera del municipio de Cosío.

## Historia
La localidad de Cosío fue fundada el 28 de diciembre de 1857 por Cornelio Acosta. Recibió su nombre en honor al gobernador de Aguascalientes, Felipe Cosío. La población se formó a partir de una estancia de descanso llamada «Natillas», que era usada desde al menos 1845. En 1874 el pueblo de Cosío fue parte del Partido de Rincón de Romos. En 1916 fue creado el municipio de Cosío, con cabecera en la localidad de Cosío.

## Demografía
| Gráfica de evolución demográfica |
|                                  |

| Censo | Población |
| ----- | --------- |
| 1900  | 861       |
| 1910  | 1 022     |
| 1921  | 923       |
| 1930  | 1 026     |
| 1940  | 954       |
| 1950  | 1 350     |
| 1960  | 2 065     |
| 1970  | 2 680     |
| 1980  | 2 718     |
| 1990  | 3 197     |
| 2000  | 4 198     |
| 2010  | 4 898     |
| 2020  | 5 870     |